# Faixa Ribeira
A Faixa Ribeira, ou Orógeno Ribeira, é uma faixa de dobramentos com granitogênese e metamorfismo brasilianos que afetam sedimentos meso a neoproterozóicos e o embasamento paleoproterozoico Essa faixa representa um orógeno colisional que se desenvolveu em vários episódios da convergência da Orogenia Brasiliana-Panafricana durante o Neoproterozóico–Cambriano, com últimos estágios ocorrendo no Ordoviciano Inferior. A faixa faz parte de um sistema de convergência dos crátons São Francisco, Congo, Paranapanema e microplacas (Serra do Mar). O termo Faixa Ribeira foi proposto inicialmente para as rochas geradas no Ciclo Brasiliano, expostas na região entre São Paulo, Minas Gerais e Rio de Janeiro. Posteriormente, a faixa teve sua área de ocorrência estendida do Uruguai à sul da Bahia, com possíveis correlações com a Faixa Damara, na África.
A Faixa Ribeira está inserida na Província Mantiqueira, sendo limitada a N pela Faixa Araçuaí, a W-NW pela porção meridional do Cráton do São Francisco, a SW pela Faixa Brasília Meridional e a S pelo Cráton de Luiz Alves. Os granitos e gnaisses da Faixa Ribeira formaram-se durante o Ciclo Brasiliano. O exame petrográfico dos gnaisses evidencia um estágio único de cristalização orientada ocorrido durante a fase deformacional do ciclo Brasiliano, com base nas idades brasilianas encontradas na região.

## Estudos pioneiros
A delimitação do limite entre as faixas e os domínios cratônicos e entre as faixas foi proposta pelo geólogo brasileiro Fernando Flávio Marques de Almeida. O limite entre as faixas Ribeira e Araçuaí, entretanto, permanece sujeito a diversos questionamentos, devido à ausência de estruturas marcantes que limitem diferentes evoluções tectônicas e a semelhança entre suas unidades litológicas.
Desde os anos 1980, o Grupo de Pesquisa em Geotectônica da UERJ (TEKTOS/UERJ) desenvolve um trabalho de mapeamento geológico na escala de 1:50.000 no Segmento Central da Faixa Ribeira, englobando o Estado do Rio de Janeiro e regiões vizinhas dos estados de Minas Gerais e São Paulo. Os trabalhos realizados sobretudo nos últimos anos consistem num mapeamento geológico sistemático concentrado nas regiões noroeste fluminense e sul capixaba, próximo ao limite entre as faixas Ribeira e Araçuaí.

## Compartimentação Tectônica
A compartimentação tectônica proposta para a Faixa Ribeira no segmento central compreende quatro terrenos tectono-estratigráficos imbricados para NW/W, em direção ao Cráton do São Francisco, durante as várias etapas de convergência brasilianas: Ocidental (margem são franciscana retrabalhada), Terreno Paraíba do Sul, Terreno Oriental e Terreno Cabo Frio. Os três primeiros foram amalgamados entre 605 e 580 Ma, enquanto que o último só foi tardiamente colado ao orógeno, já no Cambriano. Os terrenos e seus domínios estruturais são separados por importantes zonas de cisalhamento dúcteis com componente inverso e transpressivo dextral, geradas durante a deformação principal.
- Terreno Ocidental: Compreende os domínios tectônicos Andrelândia e Juiz de Fora. (TOC) é compartimentado em duas escamas de empurrão de escala crustal (domínios Andrelândia e Juiz de Fora), os quais se sobrepõem ao antepaís do Cráton do São Francisco.[26][27] No Domínio Juíz de Fora ocorre uma intercalação tectônica entre as rochas do embasamento (pré-1,7 Ga, Complexo Juiz de Fora) e os metassedimentos neoproterozóicos da Megasseqüência Andrelândia, ambos metamorfisados em fácies granulito. Esta interdigitação pode ser observada até em escala de afloramento. Nestes locais, os dois conjuntos litológicos exibem forte foliação milonítica e paragêneses metamórficas indicativas de retrogressão.

- Terreno (Klippe) Paraíba do Sul: Corresponde à escama superior da pilha tectônica do segmento central da faixa. A klippe está alongada na direção da charneira da Megassinforma do Paraíba do Sul e está associada a zonas miloníticas íngremes de movimento direcional dextral (Zona de Cisalhamento do Paraíba do Sul).

- Terreno Oriental: Foi subdividido em três compartimentos tectônicos, Cambuci, Costeiro e Italva, ligados ao desenvolvimento de arcos magmáticos neoproterozóicos. Apresenta homogeneidade composicional e simplicidade nas estruturas. Os compartimentos do Terreno Oriental, em conjunto com o Domínio Juiz de Fora do Terreno Ocidental foram amalgamados durante as fases principais de deformação e metamorfismo.

- Terreno Cabo Frio: Constituído por embasamento transamazônico e duas unidades metassedimentares – as unidades Búzios e Palmital. Seu embasamento é composto por ortognaisses de idade paleoproterozóica (2,03-1,96 Ga) de composição granítica a granodiorítica) cortados por paleodiques de ortoanfibolitos do tipo N-MORB de idade não definida. Sobreposto tectonicamente ao embasamento há uma unidade composta por granada-anfibolitos com espessuras de até 50 metros, também com afinidade geoquímica do tipo N-MORB.[28] A sequência de cobertura é constituída por cianita-silimanita-gnaisses, granada-diopsídio-anfibolitos e ortoanfibolitos, calciossilicátias, silimanita gnaisses com camadas alternadas de meta-pelitos interpretados como metaturbiditos, que correspondem às sucessões Búzios e Palmital.[29] O Terreno Cabo Frio é distinto dos outros terrenos do Setor Central da Faixa Ribeira por seu trend estrutural NW-SE, enquanto que os outros terrenos possuem trend NE-SW.[30]

## Geologia Estrutural e Metamorfismo
A deformação principal no orógeno é atribuída ao período sin-colisional, responsável pelo empilhamento tectônico representado por empurrões dúcteis e por dobras recumbentes com vergência em direção ao cráton do São Francisco. Esta etapa foi responsável pelo principal encurtamento crustal, gerando as principais estruturas penetrativas. Posteriormente, uma importante componente de movimentação oblíqua (inversa e dextral) passou a atuar.
A este período se associa uma etapa metamórfica caracterizada por um regime de pressão média a alta e zoneamento inverso, além de granitóides deformados dos tipos I e S. Esta etapa metamórfica principal atingiu o ápice de temperatura durante a deformação principal. Na região da Serra do Mar e costeira do Estado do Rio de Janeiro, registram-se as paragêneses cordierita + sillimanita + almandina + k-feldspato em unidades pelíticas (pós-1,8 Ga), em geral, com aumento do metamorfismo para SE.
O período denominado pós-colisional é representado por uma fase de deformação tardia, que resolveu a compressão através do redobramento íngreme da foliação gerada anteriormente e da implantação de zonas de cisalhamento com componente direcional dextral. Esta etapa foi responsável pela intensa fusão parcial do embasamento e da cobertura nas porções internas da faixa e a este período está associado a uma etapa metamórfica caracterizada por regime de pressão mais baixa. Como resultado, há geração de diversos corpos granitóides, mais abundantes próximo à região costeira do Estado do Rio de Janeiro.
Esses compartimentos tectono-estratigráficos são separados por importantes descontinuidades estruturais. São zonas de cisalhamento dúcteis, que variam de baixo a alto ângulo, definindo uma componente de movimentação oblíqua (inversa e dextral). As fases de deformação tardias resultaram na geração de importantes zonas de cisalhamento como a do Rio Paraíba do Sul e de estruturas compressivas de escala regional, como a megassinforma do Rio Paraíba do Sul e a megantiforma do Rio de Janeiro.
O período pós-tectônico marcou a transição para o regime distensional atuante no Fanerozoico, com a geração de corpos granitóides isotrópicos, comumente associados a rochas de composições básicas.

## Unidades Litoestratigráficas
Uma subdivisão lito-tectônica tem sido aplicada para a Faixa Ribeira e a Província Mantiqueira, na qual são individualizados: embasamento ortognáissico paleproterozóico, coberturas sedimentares paleo-mesoproterozóicas e sequências sedimentares e granitóides neoproterozóicos:
- a) Embasamento arqueano e/ou paleoproterozóico mais velho que 1,7 Ga;
- b) Sequências metassedimentares paleoporterozóicas a mesoproterozóicas;
- c) Sequências metassedimentares e metavulcanossedimentares neoproterozóicas que incluem sequências de margem passiva (abertura oceânica), sequências relacionadas ao fechamento de oceanos (bacias de antearco e retroarco), e ao estágio da colisão continental (bacias molássicas e de antepaís);
- d) Granitóides neoproterozóicos pré-colisionais, gerados em arco magmático intraoceânico ou de margem continental ativa e, portanto, contemporâneos a processos de subducção;
- e) Granitóides neoproterozóicos sin- a tardi-colisionais;
- f) Granitóides pós-colisionais.

| Compartimentos Tectônicos               | Unidades estratigráficas | Idade               |
| --------------------------------------- | --- | ------------------- |
| Domínio Juiz de Fora, Terreno Ocidental | Leucocharnockitos, charnoenderbito com granadas | 580 - 570 Ma        |
| Domínio Juiz de Fora, Terreno Ocidental | Megassequência Andrelândia | Neoproterozóico     |
| Domínio Juiz de Fora, Terreno Ocidental | Complexo Juiz de Fora | 2,4 - 1,7 Ga        |
| Klippe Paraíba do Sul                   | Grupo Paraíba do Sul, sucessão metassedimentar apresentaram características litogeoquímicos que sugerem um ambiente tectônico de back-arc. | ?                   |
| Klippe Paraíba do Sul                   | O Complexo Quirino. pode ser subdividiso em duas zonas. A primeira biotítica, de composição granítica, pobre em enclaves máficos e em cristais maiores de hornblenda, que costuma apresentar bandas leucossomáticas centimétricas. E uma segunda, da hornblenda, de composição granodiorítica a tonalítica, com hornblenda verde a verde clara, biotita marrom, plagioclásio subhedral, quartzo anedral, pouca pertita e apatita como mineral acessório, rica em enclaves máficos e aglomerados de hornblenda e biotita. | 2,1 Ga              |
| Domínio Cambuci/ Terreno Oriental       | Charnockito a Charnoenderbito São João do Paraíso com cristais isolados de biotita, piroxênio e anfibólio e enclaves (ou restitos) de piroxênio-anfibolito, biotita-gnaisses, gnaisses granatíferos e rochas calcissilicáticas | 580 Ma              |
| Domínio Cambuci/ Terreno Oriental       | Complexo Serra da Bolívia, predomínio de hornblenda gabronoritos mais ou menos deformados, até atingir completa milonitização | 605 Ma              |
| Domínio Cambuci/ Terreno Oriental       | Unidade Cambuci é constituída por um gnaisse que se caracteriza por uma alternância entre níveis máficos e félsicos em várias espessuras, de lâminas a camadas métricas | Neoproterozóico III |
| Domínio Costeiro/Terreno Oriental       | Suíte Bela Joana: leucogranitos/leucocharnockitos e granitóides a charnockitóides porfiróides | 575 - 565 Ma        |
| Domínio Costeiro/Terreno Oriental       | Suíte Santa Maria Madalena: gnaisses porfiríticos charnockíticos ou graníticos, denominados, respectivamente, de gnaisse granítico porfirítico | 580 - 565 Ma        |
| Domínio Costeiro/Terreno Oriental       | Unidade Angelim: Granada-hornblenda-ortognaisses | ?                   |
| Domínio Costeiro/Terreno Oriental       | Complexo Rio Negro: ortognaisses tonalíticos a graníticos | 790 - 720 Ma        |
| Domínio Costeiro/Terreno Oriental       | Unidade São Sebastião do Alto, paragnaisse com quartzitos | Neoproterozóico     |
| Domínio Costeiro/Terreno Oriental       | Unidade São Fidélis: compreende biotita gnaisses granatíferos, com sillimanita e, localmente, cordierita | Neoproterozóico     |
| Klippe de Italva/Terreno Oriental       | Grupo Italva: é composto por um conjunto metavulcanossedimentar, rico em mármores e anfibolitos | 840 - 600 Ma        |
| Terreno Cabo Frio                       | Complexo Região dos Lagos: composto por granitoides oftálmicos, granitoides finos a médios com aglomerados de biotita, granitoides finos a médios cortados por pegmatitos com grandes cristais de anfibólio e boudins de anfibolito e também granitoides finos bandados micáceos. | Paleoproterozoico   |
| Terreno Cabo Frio                       | Unidade Búzios: cianita-silimanita-granada-biotita-gnaisses intercalados por rochas calcissilicaticas bandadas e boudinadas, granada-anfibolitos, clinopiroxênio-granada-anfibolitos e granada-quartzitos. | 610 – 590 Ma        |
| Terreno Cabo Frio                       | Unidade Palmital: (Granada)-silimanita-gnaisse com intercalações de rochas calcissilicasticas e camadas de quatzito. | 590 – 570 Ma        |